# Мурта (Долж)
Мурта (рум. Murta) насеље је у Румунији у округу Долж у општини Добрешти. Oпштина се налази на надморској висини од 66 m.

## Становништво
Према подацима из 2002. године у насељу је живело 651 становника, од којих су сви румунске националности.